# Freak folk
Freak folk je podžánr folkové hudby. Freak folk vychází z tradiční lidové hudby a používá zejména akustické hudební nástroje. Mezi freak folkové hudebníky patří například The Holy Modal Rounders, The Incredible String Band nebo The Fugs.